# ممشقة أمريكية
ممشقة أمريكية (الاسم العلمي: Dipsacus americanus) هو نوع من النباتات يتبع جنس الممشقة من الفصيلة المعزية الورق.